# El Súchil Uno
El Súchil Uno är en ort i Mexiko.   Den ligger i kommunen Tlacotalpan och delstaten Veracruz, i den sydöstra delen av landet, 400 km öster om huvudstaden Mexico City. El Súchil Uno ligger 8 meter över havet och antalet invånare är 145.
Terrängen runt El Súchil Uno är mycket platt. Runt El Súchil Uno är det ganska glesbefolkat, med 50 invånare per kvadratkilometer. Närmaste större samhälle är Carlos A. Carrillo, 16,4 km sydväst om El Súchil Uno. Trakten runt El Súchil Uno består till största delen av jordbruksmark.